# Vlag van Sardinië
De vlag van Sardinië, of de Vier-Moren-Vlag, is het officiële embleem van de autonome Italiaanse regio Sardinië.
Volgens de Spaanse overlevering verscheen het symbool van vier Morenhoofden in de feesten na de Slag bij Alcoraz door koning Peter I van Aragón en Navarra in 1096. In Sardinië gelooft men echter dat het symbool teruggaat tot 1017, toen paus Benedictus VIII een banier met vier Morenhoofden zou hebben gegeven aan Pisa, dat Sardinië hielp verdedigen tegen de aanvallen van de Saracenen.
Het oudste bewijs voor het gebruik van het embleem stamt uit 1281, als zegel van de kanselarij van Peter III van Aragón. Het eerste verband met Sardinië stamt pas uit de 14e eeuw, als officieel symbool van het koninkrijk binnen de kroon van Aragón.
Sinds de 18e eeuw hielden de Moren hun hoofd naar links en tevens hielden zij de witte band voor hun ogen.
De officiële erkenning van de vlag van Sardinië binnen Italië kwam in 1952 met een presidentieel besluit. Een regionale wet veranderde op 15 april 1999 de vlag: de Moren kijken nu naar rechts en de witte banden bedekken de voorhoofden.
Het Kruis van Sint-Joris is een symbool van de kruistochten die in die tijd in het Heilige Land vochten.
De vlag van Corsica toont één naar links kijkend Morenhoofd op een witte achtergrond.
Op het wapen van Sardinië kijken de Moren de andere kant op en zijn hun ogen bedekt door een blinddoek, zoals op de eerste officiële vlag.

## Historische vlaggen

Vlag van het Koninkrijk Sardinië, 1785-1802
Vlag van het Koninkrijk Sardinië, 1802-1814
Vlag van het Koninkrijk Sardinië, 1814-1816
Vlag van het Koninkrijk Sardinië, 1816-1848
Vlag van het Koninkrijk Sardinië, 1848-1861, later de vlag van het Koninkrijk Italië